# Енергодарська міська територіальна громада
Енергодарська міська територіальна громада — територіальна громада в Україні, у Василівському районі Запорізької області. Адміністративний центр — місто Енергодар.
Площа громади — 63,501 км², населення — 53 567 осіб (2019).
Утворена 12 червня 2020 року з Енергодарської міської ради обласного значення.

## Населені пункти
У складі громади 1 населений пункт — місто Енергодар.